# 성거역
성거역(聖居驛)은 안성선의 역으로, 충청남도 천원군(현 충청남도 천안시 성거읍)에 있던 역이다.

## 역사
- 1966년 4월 25일 : 무배치간이역으로 영업 개시[1]
- 1967년 9월 1일 : 을종승차권 대매소로 지정[2]
- 1981년 10월 15일 : 을종승차권대매소 폐지
- 1985년 4월 1일 : 여객취급중지[3]
- 1989년 1월 1일 : 안성선 폐선에 따라 폐지[4]

## 참고 문헌
1. ↑  1966년 4월 19일 대한민국관보 철도청훈령제1331호
2. ↑  1967년 8월 29일 대한민국관보 철도청고시제351호
3. ↑  1985년 3월 21일 대한민국관보 철도청고시제23호
4. ↑  1988년 12월 27일 대한민국 관보 철도청고시 제46호